# المخبل القريعي
المخبّل ربيعة بن عوف بن قتال بن أنف الناقة القريعي السعدي (87 ق هـ - 16 هـ / 537م - 637م): أبو يزيد ، من بني أنف الناقة، من تميم : شاعر فحل، صحابي، من مخضرمي الجاهلية والإسلام. ذكر أبو علي زكريا بن هارون بن زكريا الهجري في نوادره أن له صحبة وهِجْرَة،وعمر طويلا، ومات في خلافة عمر بن الخطاب. قال ابن سلام الجمحي: «له شعر كثير جيد ، هجا به الزبرقان وغيره ، وكان يمدح بني قريع ويذكر أيام بني سعد ( قبيلته )». وقال أبو عبيدة: كان المخبّل القريعي أهجى العرب، بلغنا أن نبي الله ﷺ قال:«وإنما هو عذاب يصبه الله على من يشاء من عباده».
أدرك المخبل غزوة أبرهة على حلبان في أبريل 552م، ومما روي من شعره عن هذه الوقعة قوله: «ضَرَبوا لِأَبرَهَةَ الأُمورَ مَحَلَّها، حلبانُ فَانطَلَقوا مَعَ الأَقوالِ. وَمُحَرِّقٌ وَالحارِثانِ كِلاهُما، شُرَكاؤُنا في الصِهرِ وَالأَموالِ»،وقال أيضاً: «وَيَومَ أَبي يَكسومَ وَالناسُ حُضَّرٌ، عَلى حلَبانٍ إِذ تَقَضّى مَحاصِلُه. فَتَحنا لَهُ بابَ الحَصيرِ وَرَبُّهُ، عَزيرٌ تَمَشّى بِالحِرابِ  مقاولُهُ. عَلَيهِ مَعَدٌّ حَولَنا بَينَ حاسِدٍ، وَذي حَنَقٍ تَغلي عَلَينا مَراجِلُه».ويظهر من هذا الشعر أن أبرهة لما جاء بجيشه إلى موضع حلبان، وجد مقاومة، ووجد أبواب الحصن مقفلة، وقد تحصن فيه المقاومون له ودافعوا عنه، فهجم قوم الشاعر عليه، ففتحوا باب الحصن، ودخلوه.
وكان المخبل أيام عمر بن الخطاب قد بلغ من العمر عتياً، و كان له ابن، انضم لجيوش الفتوح في أيام عمر، فجزع عليه جزعا شديدا، حتى بلغ خبره عمر، فردّه عليه، قال الأصمعي، وأبو عبيدة، وأبو عبد الله بن الأعرابي وابن أبي شيبة:«خرج شيبان بن المخّبل السّعدي بعد أن هاجر في خلافة عُمر مع سَعْد بن أبي وقّاص إلى حرب الفرس، فجزع عليه أبوه، وكان قد أسنّ وضَعُف، وكاد يغلب عقله، فعمد إلى ماله ليبيعَه ويلحق بابنه، فمنعه علقمة بن هوذة، وأعطاه فرساه، قال له: أنا أكلم لك عُمر في ردِّ ابنك، وتوجّه إلى عمر، وأَنشده قول المخبل، فبكى عمر رقةً له، وكتب إلى سعد أن يُقْفِله، فانصرف شيبان إلى أبيه، فكان معه حتى مات».

## اسمه ونسبه
- هو: المخبّل وهو ربيعة بن عوف بن قتال بن أنف الناقة بن قريع بن عوف بن كعب بن سعد بن زيد مناة بن تميم بن مر بن أدّ بن طابخة بن إلياس بن مضر، وهو قول ابن الكلبي.[11][12][13]

## شعره
أورد له صاحب المفضليات قصيدة واحدة وهي التي مطلعها:
حيث يستهلها بمقطع طللي بديع يرسم من خلاله محاسن محبوبته فيشببهها بالدرة، ثم ينتقل بعدها إلى وصف ناقته ونجابتها إلى أن يرد على المرأة العاذلة التي أنكرت عليه كثرة إنفاقه، فهو يتغنى بكرمه ويرى أنه السبيل إلى البقاء وأن التقوى هي النافعة.